# Adris grupa
Adris Grupa d.d. — корпоративний центр із міста Ровінь, одна з провідних хорватських і регіональних компаній, лідер за рівнем прибутковості та інновацій. Налічує більш ніж 8 000 працівників, має щорічний дохід понад 5 млрд. кун (близько 1 млрд. доларів).
Одна з 25 компаній, включених до фондового індексу CROBEX (станом на вересень 2014). 

## Історія
Корпоративний центр засновано 2003 року у складі двох стратегічних бізнес-груп за напрямами: «тютюн» (SPJ Duhan) і «туризм» (SPJ Turizam). «SPJ Duhan» зосередила в одних руках виробництво і збут тютюну та тютюнових виробів. «SPJ Turizam» має програму капіталовкладень у наявні потужності з розміщення людей у межах групи та придбання у власність нових господарських товариств у сфері туризму, готельного бізнесу і громадського харчування на адріатичному узбережжі, чим було створено провідну туристичну компанію в Хорватії. Об'єднана «Adris Grupa» — це потужне акціонерне товариство, яке, за результатами опитувань видання «Privredni vjesnik», за десять років досягло найшвидшого росту прибутків у конкуренції з 400 найбільшими компаніями Хорватії. Компанія — володарка Золотої акції на хорватському ринку капіталу за 2003 рік та інші нагород.
2007 року група продала «Konzumu d.d.» фірму «Jadran trgovina d.d.» зі складу «SPJ Turizam», а у вересні 2015 року продала компанії «British American Tobacco» Ровінську тютюнову фабрику (TDR) після чого ключовими підприємствами групи «Adris» залишилися «Maistra» (туризм і готелі), «Cromaris» (харчова промисловість) і «Croatia osiguranje» (страхування). В компанії діє також державна програма стажування і працевлаштування під назвою «Майбутнє в Адрісі», працює також фонд «Adris», який присуджує стипендії та робить пожертви.